# Desmopterus cirropterus
Desmopterus cirropterus is een slakkensoort uit de familie van de Desmopteridae. De wetenschappelijke naam van de soort is voor het eerst geldig gepubliceerd in 1855 door Gegenbaur.